# Цаопо (заповідник)
Цаопо (кит. 草坡, пін. Cǎo pō) — заповідник у китайській провінції Сичуань. Входить до комплексу парків і резерватів великої панди, що у 2006 році став частиною переліку Світової спадщини ЮНЕСКО.

## Опис
Загальна площа становить 55678 га (разом з буферною зоною). Розташований у передгір'ї Цюнлайшаню, у повіті Веньчуань Нгава-Тибетсько-Цянської автономної префектури.
На рівні до 2000 м над рівнем моря представлені хвойні ліси, 2100—2500 м ростуть широколистяні та змішані ліси (вони найрясніші), понад 2500 м ростуть бамбуки (різні види). Загалом тут росте близько 200 видів вищих рослин.
Субтропічний і помірний клімати сприяють збереженню примітивних лісів, бамбукових гаїв — основних місць мешкання великої панди. Її тут у дикій природі нараховують близько 15 особин, що мешкають на рівні 2800-3100 м над рівнем моря. Представлені й інші тварини — олені, японський козеріг, кабарга, такін, мавп'ячі (насамперед золотиста кирпоноса мавпа). На території мешкає також 17 видів земноводних і плазунів. Загалом до 100 видів хребетних тварин.

## Історія
У 2000 році надано статус заповідника провінції Сичуань. Керування здійснюється бюро лісового господарство Веньчуаня. У 2006 році разом з іншими резерватами увійшов до переліку Всесвітньої спадщини в Китаї. У 2008 році сильно постраждав під час потужного землетрусу. Для подолання наслідків провінційний уряд отримав міжнародну допомогу за програмою Fauna & Flora International's China.